# Municipio de Greenwood (condado de Juniata)
El municipio de Greenwood (en inglés, Greenwood Township) es una subdivisión administrativa del condado de Juniata, Pensilvania, Estados Unidos. Según el censo de 2020, tiene una población de 534 habitantes.

## Geografía
Está ubicado en las coordenadas 40°37′44″N 77°06′53″O / 40.62889, -77.11472 (40.628806, -77.114675).

## Historia
El puente cubierto de Dimmsville fue incluido en el Registro Nacional de Lugares Históricos en 1979. Se derrumbó en 2017.

## Demografía
Según la Oficina del Censo, en 2000 los ingresos medios por hogar en la región eran de $40,139 y los ingresos medios por familia eran de $40,417. Los hombres tenían unos ingresos medios de $32,054 frente a los $20,875 para las mujeres. La renta per cápita de la localidad era de $17,344. Alrededor del 7% de la población estaba por debajo del umbral de pobreza.
De acuerdo con la estimación 2015-2019 de la Oficina del Censo, los ingresos medios por hogar en la región son de $69,375 y los ingresos medios por familia son de $74,875. El 3.9% de la población está por debajo del umbral de pobreza.